# 1491年
| 千纪： | 2千纪 |
| 世纪： | 14世纪 \| 15世纪 \| 16世纪                                                                                 |
| 年代： | 1460年代 \| 1470年代 \| 1480年代 \| 1490年代 \| 1500年代 \| 1510年代 \| 1520年代                           |
| 年份： | 1486年 \| 1487年 \| 1488年 \| 1489年 \| 1490年 \| 1491年 \| 1492年 \| 1493年 \| 1494年 \| 1495年 \| 1496年 |
| 纪年： | 辛亥年（猪年）；明弘治四年；越南洪德二十二年；日本延德三年                                                 |

## 大事记
- 瓦卢瓦王朝查理八世與布列塔尼的安妮結婚，布列塔尼收歸法國中央，領土實現統一。

## 出生
- 6月28日——亨利八世，英格兰国王（逝世于1547年）
- 10月26日（九月二十四日）——明武宗，明朝皇帝（逝世于1521年）
- 12月24日——依纳爵，天主教圣人，耶稣会创始人（逝世于1556年）